# Mar de Bali

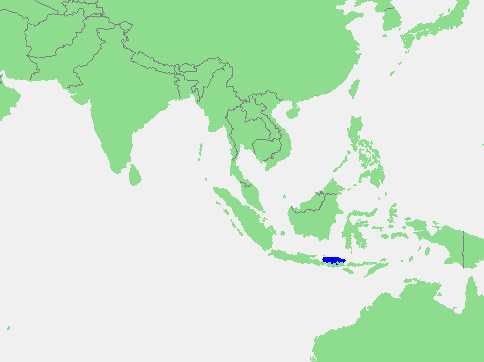
Localização do mar de Bali, em azul no mapa.

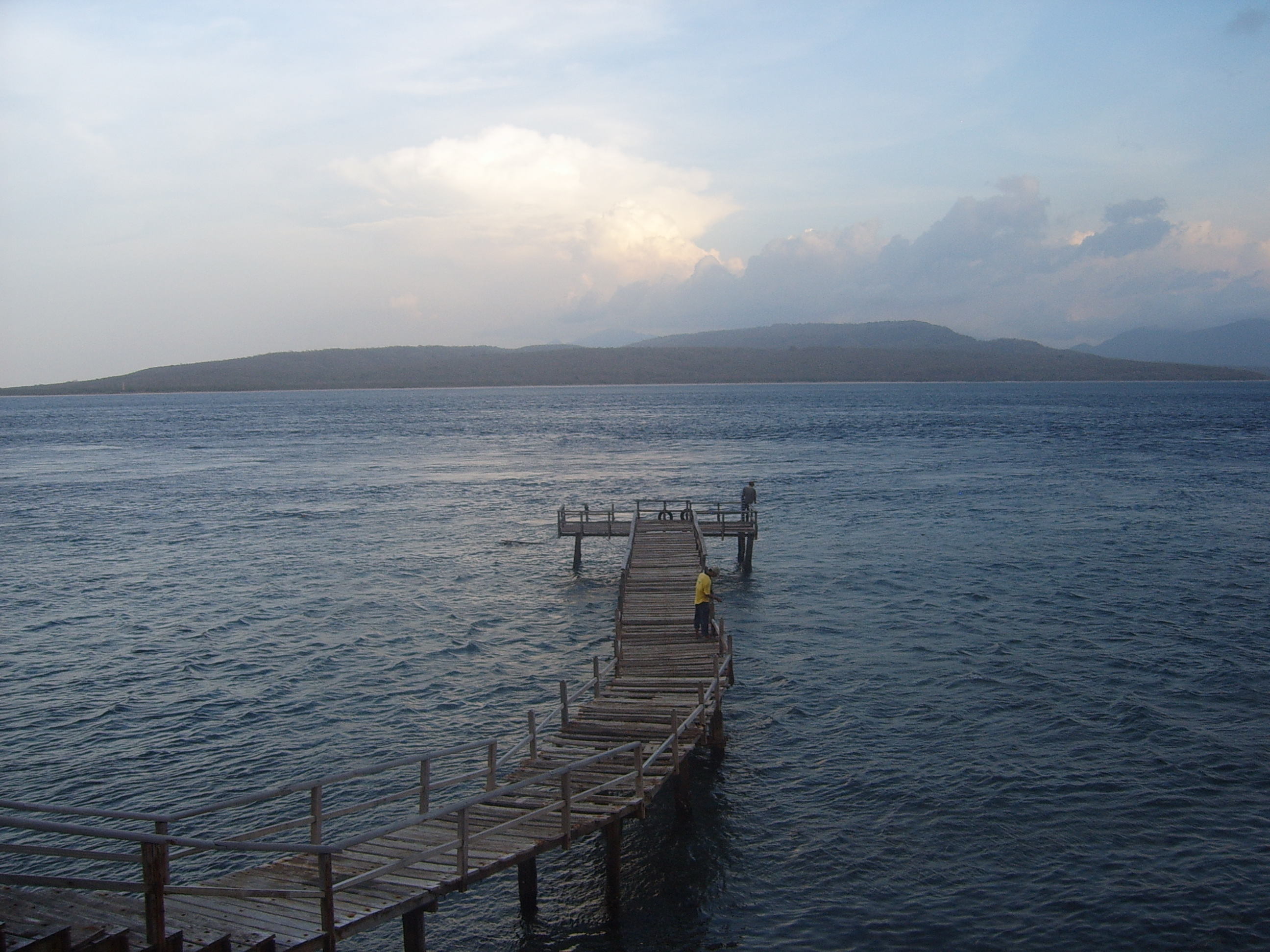
O estreito de Bali.

O mar de Bali (em indonésio:  Laut Bali) é o mar situado a norte da ilha de Bali e a sul da ilhas Kangean na Indonésia. Este mar forma a parte sudoeste do mar de Flores, e o estreito de Madura abre-se a oeste permitindo a ligação ao mar de Java. Outros estreitos do mar de Bali são o estreito de Bali e o estreito de Lombok  Tem cerca de 45 000 km2.
A circulação e as propriedades da massa de água do mar de Bali são uma continuação das do mar de Flores até ao mar de Java, a norte.